# Nine Stories
Nine Stories (Nove Histórias no Brasil ou Nove Contos em Portugal) é uma coleção de contos do autor americano J. D. Salinger publicado originalmente em 1953.
Os 9 contos são:
- "A Perfect Day for Bananafish" (pt: "Um Dia Ideal para o Peixe-Banana" / br: "Um Dia Ideal para os Peixes-Banana")
- "Uncle Wiggily in Connecticut" (pt: "Pai Torcido no Connecticut" / br:"Tio Wiggily in Connecticut")
- "Just Before the War with the Eskimos" (pt/br: "Pouco Antes da Guerra com os Esquimós")
- "The Laughing Man" (pt: "O Homem Gargalhada" / br: "O Gargalhada")
- "Down at the Dinghy" (pt: "Em Baixo no Bote"/  br: "Lá Embaixo, no Bote")
- "For Esmé - with Love and Squalor" (pt/br: "Para Esmé - Com Amor e Sordidez")
- "Pretty Mouth and Green My Eyes" (pt: "Linda Boca e Verdes Meus Olhos" / br: "Lindos Lábios e Verdes Meus Olhos")
- "De Daumier-Smith's Blue Period" (pt/br: "A Fase Azul de Daumier-Smith")
- "Teddy" (pt/br: Teddy")